# Rakovac (gmina Raška)
Rakovac (cyr. Раковац) – wieś w Serbii, w okręgu raskim, w gminie Raška. W 2011 roku liczyła 173 mieszkańców.